# Secrétariat d'État à la Communication (Espagne)
Le secrétariat d'État à la Communication d'Espagne (en espagnol : Secretaría de Estado de Comunicación) est le secrétariat d'État chargé de la Communication.
Il relève organiquement de la Présidence du gouvernement et fonctionnellement du ministre assumant les fonctions de porte-parole.

## Missions

### Fonctions
Le secrétariat d'État à la Communication est chargé de :
- la coordination de la politique informative du gouvernement et de l'élaboration des critères pour sa détermination, comme l'impulsion et la coordination de la politique de communication institutionnelle de l'État ;
- l'élaboration et la diffusion des communiqués du gouvernement et du président et le compte-rendu du Conseil des ministres ;
- la direction des services d'information de l'Administration générale de l'État en Espagne et à l'extérieur ;
- des relations avec les moyens de communication et l'analyse de la conjoncture nationale et internationale ;
- l'organisation de la couverture informative nationale, des communautés autonomes, internationale et des médias numériques ;
- l'assistance aux activités et comparutions publiques du président de gouvernement sur le territoire national et à l'étranger ;
- le soutien à la commission de la publicité et de la communication institutionnelle ;
- la gestion de la communication dans une situation d'alerte nationale ;
- l'analyse de la législation en vigueur en matière d'information et la proposition de mesures pour son amélioration.

### Organisation
Le secrétariat d’État à la Communication s'organise de la manière suivante :
- Secrétaire d'État à la Communication (Secretario de Estado de Comunicación) ;
  - Département de l'Information nationale ;
    - Unité de l'Information nationale ;
    - Unité de l'Information économique ;

  - Département de l'Information internationale ;
    - Sous-direction générale de l'Information internationale ;

  - Département de l'Information des communautés autonomes ;
    - Sous-direction générale de l'Information des communautés autonomes ;

  - Département du Numérique ;
    - Unité de l'Information numérique ;

  - Département de la Coordination informative ;
    - Unité de la Coordination institutionnelle ;

  - Département de la Communication institutionnelle ;
    - Unité de la Publicité institutionnelle ;

  - Cabinet ;
  - Unité de soutien ;
  - Unité de Logistique informative ;
  - Sous-direction générale de l'Analyse et de la Documentation ;
  - Unité de Développement.

## Titulaires
| Titulaire                                         | Titulaire                     | Début             | Fin              | Parti |  |
| ------------------------------------------------- | ----------------------------- | ----------------- | ---------------- | ----- |  |
|                                                   | Manuel Ortiz Sánchez          | 16 septembre 1978 | 19 mai 1979      | Sans  |  |
|                                                   | Josep Meliá Pericás           | 19 mai 1979       | 18 octobre 1980  | UCD   |  |
|                                                   | Rosa Posada Chapado           | 25 octobre 1980   | 28 février 1981  | UCD   |  |
|                                                   | Ignacio Aguirre Borrell       | 28 février 1981   | 8 décembre 1982  | Sans  |  |
|                                                   |                               |                   |                  |       |  |
|                                                   | Miguel Ángel Rodríguez Bajón  | 8 juillet 1996    | 17 juillet 1998  | PP    |  |
|                                                   | Pedro Antonio Martín Marín    | 17 juillet 1998   | 28 avril 2000    | PP    |  |
|                                                   | Alfredo Timermans del Olmo    | 27 juillet 2002   | 20 avril 2004    | PP    |  |
|                                                   | Miguel Barroso Ayats          | 20 avril 2004     | 1er octobre 2005 | PSOE  |  |
|                                                   | Fernando Moraleda Quílez      | 1er octobre 2005  | 15 avril 2008    | PSOE  |  |
|                                                   | Nieves Goicoechea González    | 15 avril 2008     | 11 mars 2010     | PSOE  |  |
|                                                   | Félix Monteira de la Fuente   | 11 mars 2010      | 24 décembre 2011 | PSOE  |  |
|                                                   | Carmen Martínez Castro        | 24 décembre 2011  | 9 juin 2018      | PP    |  |
|                                                   | Miguel Ángel Oliver Fernández | 9 juin 2018       | 21 juillet 2021  | Sans  |  |
|                                                   | Francesc Vallès               | 21 juillet 2021   | 4 décembre 2024  | PSC   |  |
|                                                   | Ion Antolín Llorente          | 4 décembre 2024   | En fonction      | PSOE  |  |
| Titres successifs : - Depuis 1996 : Communication |                               |                   |                  |       |  |